# Darmsden
Darmsden är en by och en civil parish i Mid Suffolk i Suffolk i England. Orten har 64 invånare (1870-72). Byn nämndes i Domedagsboken (Domesday Book) år 1086, och kallades då Dermodesduna.